# Azanialobus lawrencei
Azanialobus lawrencei là một loài nhện trong họ Orsolobidae. Chúng được miêu tả năm 1987 bởi Griswold & Norman I. Platnick.